# Municipio de Danville (condado de Des Moines)
El municipio de Danville (en inglés: Danville Township) es un municipio ubicado en el condado de Des Moines en el estado estadounidense de Iowa. En el año 2010 tenía una población de 759 habitantes y una densidad poblacional de 6,35 personas por km².

## Geografía
El municipio de Danville se encuentra ubicado en las coordenadas 40°50′54″N 91°19′21″O / 40.84833, -91.32250. Según la Oficina del Censo de los Estados Unidos, el municipio tiene una superficie total de 119.46 km², de la cual 118,65 km² corresponden a tierra firme y (0,67 %) 0,81 km² es agua.

## Demografía
Según el censo de 2010, había 759 personas residiendo en el municipio de Danville. La densidad de población era de 6,35 hab./km². De los 759 habitantes, el municipio de Danville estaba compuesto por el 97,63 % blancos, el 0,4 % eran afroamericanos y el 1,98 % eran de una mezcla de razas. Del total de la población el 0,4 % eran hispanos o latinos de cualquier raza.